# Emília Došeková
Emília Došeková (14. června 1937 Bratislava – 19. dubna 2021 Šaľa) byla slovenská herečka, recitátorka, zpěvačka – šansoniérka a televizní scenáristka.

## Život
Patnáct sezón byla členkou krajského divadla v Nitře (později Divadlo Andreje Bagara). V roku 1973 odešla z divadla a začala působit jako umělkyně ve svobodném povolání. O jejím životě a tvorbě pojednává dokumentární film Háčkovaný svet scenáristy a režiséra Fedora Bartka (Slovenská televize Bratislava 2002).

### Diskografie
- Háčkovaný rok – Slovenský rozhlas, (demo nahrávky) [3]

### Filmografie
- 1962 – Bílá oblaka (Jolanka)
- 1969 – Generácia
- 1971 – Keby som mal pušku (matka)
- 1972 – Javor a Juliana (matka Mumu)
- 1975 – Nepokojná láska – TV film[4]
- 1976 – Keby som mal dievča (Vladova matka)
- 1977 – Jedenáste prikázanie
- 1978 – Nie!
- 1978 – Poéma o svedomí I-II (Nováková)
- 1979 – Uzlíky nádeje
- 1980 – Hodiny
- 1980 – Najstarší zo všetkých vrabcov[5]
- 1980 – Demokrati
- 1981 – Konôpka
- 1982 – Predčasné leto (matka)
- 1982 – Zločin a pokánie – televizní film[6]
- 1984 – Ionov sen
- 1984 – Loktibrada
- 1984 – Návrat Jána Petru (matka Petrová)
- 1988 – Kúpeľňový hráč (Verona)
- 1988 – O láske a slávikoch
- 1992 – Oneskorené kvety – televizní film[7]
- 2002 – Kruté radosti

### Dabing
- 1987 – Ve vší nevinnosti
- 1987 – Nemožná (matka)